# Andrew Wyeth
Andrew Wyeth (anglès: Andrew Newell Wyeth)  (Chadds Ford Township, 12 de juliol de 1917 - Chadds Ford Township, 16 de gener de 2009) Andrew Newell Wyeth (/ˈwaɪ.ɛθ) WY-eth); fou un destacat pintor estatunidenc d'estil realista, la seva obra s'enquadra dins el regionalisme, però també dins l'anomenat realisme màgic. Es va dedicar preferentment als gèneres del paisatge i el retrat i, així, la seva obra és un reflex fidel dels entorns de Chadds Ford (Pennsilvània) i Cushing (Maine), on va residir, i aporta també imatges de familiars, amics i coneguts. És particularment famós pel seu quadre «El món de Cristina» (Christina's World), del 1948, que va ser adquirit pel Museu d'Art Modern de Nova York.

## Biografia
Andrew Wyeth era el més petit dels cinc fills de l'il·lustrador i artista N.C.(Newll Convers) Wyeth i de la seva dona, Carolyn Bockius Wyeth. Va néixer el 12 de juliol de 1917, el dia del centenari del naixement de Henry Thoreau. A causa de l'estima i l'admiració de N.C. per Henry Thoreau, va trobar emocionant aquesta doble coincidència. N.C. va ser un pare atent que fomentava els interessos i talents de cadascun dels seus fills. La família estava unida, passaven temps llegint tots junts, anaven a passeig, estimulant "una proximitat amb la natura" i desenvolupant un sentiment per la història de la família Wyeth.
Andrew va estudiar a casa seva a causa de la seva fràgil salut. Com el seu pare, el jove Wyeth llegia i apreciava l'obra poètica de Robert Frost i els escrits de Henry Thoreau i va estudiar la seva relació amb la natura. La música i les pel·lícules també van elevar la seva sensibilitat artística. Una influència important, discutida àmpliament pel mateix Wyeth, va ser La gran desfilada (The Big Parade), de King Vidor. Afirmava haver vist la pel·lícula, que descrivia una dinàmica familiar semblant a la seva, "cent vuitanta vegades" i creia que havia tingut la influència més granen el seu treball. El director de la pel·lícula, Vidor va fer més tard un documental, Metafor (Metaphor), on ell i Wyeth discutien la influència de la pel·lícula en la seva pintura, incloent-hi Hivern 1946 (Winter 1946), Flocs de neu (Snow Flurries), Retrat de Ralph Kline (Portrait of Ralph Kline), i Afternoon Flight of a Boy up a Tree.
El pare de Wyeth va ser l'únic mestre que va tenir. A causa del fet de ser escolaritzat a casa, va portar una vida protegida i va estar "obsessivament observat". D'aquella època, Wyeth recordava: "El papà em va mantenir gairebé en una gàbia, em va mantenir en el meu propo món, i no pensava permetre que ningú hi entrés. Jo gairebé vaig estar fet per estar en el bosc de Sherwood de Robin Hood amb Maid Marion i els rebels."
Als anys 1920 el pare de Wyeth va esdevenir una celebritat i la família sovint tenia convidats famosos, com F. Scott Fitzgerald i Mary Pickford. La casa bullia d'activitat creativa i competició. Els cinc fills de N.C. i Carolyn tenien talent. Henriette Wyeth Hurd, la més gran, va esdevenir una pintora de retrats i de natures mortes molt coneguda, Carolyn, la segona filla, també va ser pintora. Nathaniel Wyeth, el tercer fill, va ser un reconegut inventor. Ann, de jove, va ser música i, d'adulta, compositora. Andrew era el fill més jove.

### Mestratge de N.C. Wyeth
Wyeth es va iniciar en el dibuix de molt jove. Era dibuixant abans de saber llegir. Quan era adolescent, el seu pare el va portar al seu estudi on va rebre les úniques lliçons d'art que va tenir. N.C. va inspirar l'amor del seu fill pels paisatges rurals, el sentit de l'aventura i les tradicions artístiques. Encara que la creació d'il·lustracions no era la passió que volia perseguir, Wyeth va fer-ne sota el nom del seu pare durant la seva adolescència.
Amb la guia del seu pare, va dominar l'estudi de la figura i l'aquarel·la, i més tard va aprendre el tremp a l'ou del seu cunyat Peter Hurd. Va estudiar història de l'art pel seu compte, i va admirar molt mestres del Renaixement i de la pintura americana, especialment, Winslow Homer.
N.C. també va fomentar la confiança interior en ell mateix per seguir els seus propis talents sense pensar com era rebut el seu treball. N.C. ho va escriure en una carta a Wyeth el 1944:
"Els grans homes (Thoreau, Goethe, Emerson, Tolstoi) sempre irradien el sentit agut de l'exigència d'un artista, per entendre completament que les conseqüències del que crea són importants. Deixa que el motiu de l'acció estigui en l'acció en si i no en l'esdeveniment. Sé per pròpia experiència que quan he creat amb algun grau de força i bellesa, no he pensat en les conseqüències. Qualsevol que crea per l'efecte —per aconseguir un èxit— no sap què s'està perdent!"
A la mateixa carta, N.C. relaciona ser un gran home amb el fet de ser un gran pintor: ser un gran artista, descriu, requereix profunditat emocional, una obertura, mirar més enllà d'un mateix com a subjecte, i passió. Una gran pintura, així, és aquella que enriqueix i amplia la pròpia perspectiva.
A l'octubre 1945, el seu pare i el seu renebot de tres anys, Newell Convers Wyeth II (n. 1941), van morir quan el seu cotxe estava parat a la via a prop de casa seva i va xocar amb un tren. Wyeth es va referir a la mort del seu pare com una experiència emocional formativa en la seva carrera artística, a més del fet de ser una tragèdia personal. Poc després, l'art de Wyeth es va consolidar dins la seva maduresa i va endurir el se estil.

### Casament i família
El 1940, Wyeth es va casar amb Betsy James a qui havia conegut el 1939 a Maine. Christina Olson, que seria la model de l'icònic El món de Christina (Christina's World), va conèixer Wyeth a través de la presentació de Betsy. La seva dona, Betsy, va tenir una influència tan forta en Andrew com la del seu pare. Va jugar un rol molt important dirigint la seva carrera. Una vegada que se li va preguntar, ella va dir "Sóc un director i tinc l'actor més gran del món."

El seu primer fill, Nicholas, va néixer el 1943, seguit de James ("Jamie") tres anys més tard. Wyeth va pintar retrats de tots dos nens. El seu fill, Jamie Wyeth, sguint els passos del seu pare i del seu avi va esdevenir la tercera generació d'artistes Wyeth.

### "Tres generacions d'art dels Wyeth"
N.C. Wyeth era un il·lustrador famós pels seu treball aparegut en revistes, cartells i anuncis. També va crear il·lustracions per a llibres com L'illa del tresor i L'últim mohicà. Andrew seria el model i el mestre del seu fill Jamie que el seu pare N.C. havia estat per ell. La seva vida i la seva història artística està explicada en el llibre de James H. Duff's An American Vision: Three Generations of Wyeth Art.

### Mort
El 16 de gener del 2009, Andrew Wyeth va morir mentre dormia a Chadds Ford, Pennsylvania, després d'una breu malaltia. Tenia 91 anys.

## Obra
El 1937, a l'edat de vint anys, Wyeth va tenir la primera exposició individual d'aquarel·les a la Macbeth Gallery, a Nova York. Tot l'inventari de pintures es va vendre, i el seu camí semblava segur. El seu estil era diferent del deu seu pare: més de sobri, "més sec", i més limitat en la paleta de colors. Va manifestar la seva convicció que "…el gran perill de l'escola de Pyle és la creació d'imatges." He did some book illustrations in his early career, but not to the extent that N.C. Wyeth did. Va fer les il·lustracions d'alguns llibres al principi de la seva carrera, però no en la mesura que ho va fer N.C. Wyeth.
Wyeth era un artista visual, al principi classificat com a pintor realista, com Winslow Homer o Eakins. En l'article de Life Magazine del 1965, Wyeth deia que encara que era considerat com a realista, ell mateix es considerava abstracte: "La meva gent, els meus objectes respiren de manera diferent: hi ha un altre nucli — una excitació que és definitivament abstracta. Déu meu, quan tu realment comences a mirar alguna cosa, un simple objecte, i t’adones del significat profund d'aquesta cosa—si sents una emoció per això, no hi ha final."
Va treballar sobretot dins l'estil regionalista. En el seu art, els temes preferits de Wyeth van ser el paisarge i la gent del seu voltant, ambdós a la seva ciuat de Chadds Ford, Pennsylvania, i a la seva localitat de vacances a Cushing, Maine.
Dividint el seu temps entre Pennsilvània i Maine, Wyeth va mantenir un estil de pintura realista durant al voltant de cinquanta anys. Els seus temes va gravitar entre alguns paisatges i models identificables. Els seus passeigs solitaris van ser significar les primers inspiracions per als seus paisatges. Va desenvolupar una extraordinària intimitat amb la terra i el mar i es va esforçar per entendre’ls d'una manera espiritual basada en la història i en una emoció no verbalitzada. Normalment creava dotzenes d'estudis d'un tema en llapis o esbossos en aquarel·la d'executar una pintura acabada, ja fos en aquarel·la, “pinzell sec” (una mena d'aquarel·la en què l'aigua és espremuda del pinzell), o al tremp amb ou.

### Christina Olson
Va ser a la granja dels Olson, a Cushing, Maine on va pintar El món de Christina (Christina's World) (1948). Potser la seva imatge més famosa, representa la seva veïna, Christina Olson, tirada en un camp sec, davant d'una casa en la distància. Wyeth es va inspirar en Christina, que, paralitzada per la polio i incapaç de caminar, passava la maor part del temps a casa seva.
La casa Olson ha eatat preservada, renovada segons l'aspecte d'El món de Christina, i està oberta al públic com a part del Farnsworth Art Museum.
Wyeth va crear prop de 300 dibuixos, aquarel·les i pintures al tremp, la majoria en una paleta deurada, de tons carbó, marró i blau. A causa de la popularitat de Wyeth, la propietat va ser declarada National Historic Landmark al juny de 2011.
A una distància cuta des de la casa, prop de l'aigua, hi ha el cementiri familair de Hathorn, on hi ha enterrada Christina Olson, el seu germà Alvaro i Andrew Wyeth. A l'entrevista del 2007, la neta de Wyeth, Victoria, va revelar que ell volia ser enterrat prop de Christina i del lloc on va pintar Christina's World.

### La granja dels Kuerner
També el 1948, va començar a pintar Anna i Karl Kuerner, els seus veïns a Chadds Ford. Com els Olson, els Kuerner i la seva granja va ser un dels temes més importqants de Wyeth durant gairebé 30 anys. Wyeth deia de la granja dels Kuerner: "No crec que sigui un lloc pintoresc. Senzillament m’estimula, de forma purament abstracta i purament emocional."
La granja dels Kuerner es pot visitar en un tour a través del Brandywine River Museum, a prop del la casa i l'estudi de N.C. Wyeth; el 2011, la granja va ser declarada National Historic Landmark, a causa de la seva associació amb Wyeth.

### Pintures d'Helga
El 1986, va tenir una àmplia repercussió la revelació de la sèrie de 247 estudis d'Helga Terstof, nascuda a Alemanya, amb qui Wyeth es trobava mentre estava assistint Karl Kuerner a la seva granja. Wyeth la va pintar durant el període 1971-1985 sense el coneixement de la seva dona ni del marit d'Helga, John Testorf. Les pintures eren emmagatzemades a prop de la casa de Frolic Weymouth, estudiant i bon amic seu. Helga, una música, fornera, cuidadora i amiga dels Wyeth, no havia fet mai de model, però ben aviat es va sentir confortable amb els llargs períodes de posats, durant els quals ell va observar-la i pintar-la fins al detall més íntim. Els retrats d'Helga no són un estudi psicològic obvi del subjecte, sinó més aviat un extens estudi del seu paisatge físic, com els paisatges habituals de Wyeth. Ella gairebé sempre és retratada sense somriure i passiva; però dins d'aquestes limitacions deliberades, Wyeth aconsegueix transmetre qualitats subtils del caràcter i l'estat d'ànim, com ho fa en molts dels seus millors retrats. Aquest extens estudi d'un subjecte en contextos i estats d'ànim diferents és únic a l'art americà.
El 1986, el milionari Leonard E.B. Andrews (1925–2009) va comprar gairebé la col·lecció sencera, i s'ha preservat intacta. Wyeth ja havia donat algunes pintures d'Helga a amics, incloent-hi la famosa Amants (Lovers), que havia estat donadda com a regal a la dona de Wyeth.
Els treballs es van exposar a la National Gallery of Art el 1987 i en una exposició itinerant per tot el país.
En una entrevista el 2007, quan li van preguntar a Wyeth si Helga aniria a la festa del seu 90è aniversari, va dir "Sí, certament. I tant" i va continuar dient: "Ella, ara, és part de la família: Sé que això és xocant per a alguns. És el que m’agrada, d'això. Realment em sorprèn."

### Altres treballs importants
- Inspirat per les aquarel·les de Winslow Homer, Wyeth va pintar una aquarel·la impressionista, Coot Hunter, entorn del 1933, on experimentava amb els "efectes efímers de la llum i el moviment".[24]
- Venda pública (Public Sale), 1943 (Museu d'Art de Filadèlfia) és una de les seves primeres pintures al tremp.[24]
- Després de la mort de N.C. Wyeth, la seva obra va començar a prendre un to melancòlic.[24] Wyeth va pintar Hivern 1946 (Winter 1946), 1946 (Museu d'Art de Carolina del Nord, Raleigh, que representa un noi veí, Allan Lynch, corrent sense rumb per un turó desolat amb la mà estesa. La localització de l'obra era l'altre costat del turó on el seu pare havia mort i representa l'inquietant i incontrolable sentit de la pèrdua.[10]
- Marró suís (Brown Swiss), 1957 (col·lecció privada) és una de les diverses pintures que va fer dels anys 1950 als anys 1970 de la granja de Karl i Anna Kuerner a Chadds Ford. El títol de la pintura ve de les vaques marrons suïsses del quadre.[24]
- El 1958, Andrew i Betsy Wyeth van comprar i restaurar "The Mill" (El Molí), un grup d'edificis del segle xviii que apareix sovint a la seva obra, incloent-hi Dormint de nit (Night Sleeper),1979 (col·lecció privada). Brinton's Mill (el Molí de Brinton) va ser inclòs al Registre Nacional de Llocs Històrics el 1971.[25]
- Garret Room, 1962 (col·lecció privada) va ser començada com a aquarel·la i acabada en la tècnica del “pinzell sec”.[24]
- Wyeth va començar a pintar retrats als anys 1960, com Up in the Studio, 1965, un retrat al “pinzell sec” de la seva germana Carolyn.[24]
- En obres com ara El Patriota (The Patriot), un retrat de Ralph Cline, Wyeth va mirar més enllà de la superfície per entendre qui estava pintant. Cline era un interessant gentleman de 71 anys, representant del patrimoni indígena americà i del caràcter de Maine. Portava un gran barret i un mico, i mastegava tabac. Va ser mentre el pintava, però, que Wyeth va entendre que, sota el seu caràcter i el seu posat dur, Cline era un veterà amb bon cor i amb una gran dignitat i intel·lecte.[10]
- Quan Christina Olsen va morir a l'hivern del 1969, Wyeth va reorientar la seva atenció artística cap a Siri Erickson, de la qual va capturar la innocència nua a Estiu indi (Indian Summer) (1970). Era un preludi de les pintures d'Helga.[7]
- Ring Road, feta el 1985, reflecteix els tons de la terra que Wyeth va utilitzar al llarg de la seva carrera.[24]

### Reacció de la crítica
L'art de Wyeth ha estat llargament controvertit. Tècnicament va desenvolupar obres boniques, va tenir un gran nombre de seguidors i, com a resultat, va fer una fortuna considerable. Tot i així, hi ha hagut punts de vista conflictius entre crítics, conservadors i historiadors, amb relació a la importància de la seva obra. A l'historiador de l'art Robert Rosenblum se li va demanar, el 1977, que identifiqués l'artista “més sobrevalorat i subestimat" del segle xx. Va proporcionar un nom per a totes dues categories: Andrew Wyeth.
Els admiradors de l'art de Wyeth creuen que les seves pintures, a més de bellesa pictòrica i formal, contenen forts corrents emocionals, contingut simbòlic i una abstracció subjacent. Molts observadors del seu art estan d'acord que és expert en l'ús de les tècniques al tremp amb ou (que fa servir rovell d'ou en la tècnica) i de l'aquarel·la. Wyeth va evitar utilitzar pintures a l'oli tradicionals. El seu ús de la llum i l'ombra permet que els subjectes il·luminin la tela. Les seves pintures i títols suggerien so, com està implícit en moltes pintures, incloent-hi Tro distant (Distant Thunder) (1961) i Spring Fed (1967). Christina's World became an iconic image, a status unmet to even the best paintings, "that registers as an emotional and cultural reference point in the minds of millions."
El món de Christina (Christina's World) s'ha convertit en una imatge icònica, una condició no assolida ni per les millors pintures, "que es registra com un punt de referència emocional i cultural a les ments de milions de persones."
Wyeth va crear una obra en fort contrast amb l'art abstracte, que va guanyar popularitat i respecte en l'art americà i en el pensament crític a mitjan segle xx.
Les exposicions de les pintures de Wyeth als museus han tingut audiència i han batut rècord d'assistència, però molts crítics d'art han avaluat la seva obra menys favorablement. Peter Schjeldahl, crític d'art per a The Village Voice, va ridicultar les seves pintures com a "Productes de fórmula, no gaire efectius ni tan sols com a 'realisme il·lustracional'". Alguns van trobar l'art de temàtica rural de Wyeth, cansat i empalagós.
Bo Bartlett, un amic íntim i estudiant de Wyeth, comentava, amb relació a la visió del seu mestre d'aquesta crítica, en una entrevista amb Brian Sherwin el 2008: "La gent només et fa canviar de direcció. No vull mostrar res a ningú del que estic treballant. Si ho odien, és dolent. I si els agrada, és dolent. Un artista ha de ser tancat per ser bo." N.C. va aconsellar a Wyeth que treballés des de la seva pròpia perspectiva i imaginació; treballar per causar “efecte” vol dir que l'artista no està explorant les seves habilitats artístiques i, com a resultat, l'artista no s'adonarà del seu potencial.

### Obres a museus
Hi ha obres d'Andrew Wyeth a:
- Les col·leccions dels museus americans més importants, incloent-hi el Museu d'Art Modern de Nova York; la National Gallery of Art de Washington;[11] el Metropolitan Museum of Art;[30] el Whitney Museum of American Art;[31] el Cincinnati Art Museum;[32] el Smithsonian American Art Museum;[33] el Nelson-Atkins Museum of Art a Kansas City;[34] i l'Arkansas Art Center a Little Rock.[35] El president George W. Bush i Laura Bush va decorar una sala de la Casa Blanca a Washington, DC amb pintures de la seva col·lecció.[36]

- Col·leccions especialment grans al Brandywine River Museum, a Chadds Ford, Pennsilvània; al Farnsworth Art Museum, a Rockland, Maine;[11] i al Greenville County Museum of Art, a Greenville, Carolina del Sud.[37]

- Museus i col·leccions de tot el món, incloent-hi el Museu Nacional d'Art Modern a Tòquio; el Museu Ermitage, a Sant Petersburg; el Palazzo Reale, a Milà; i l'Acadéèmia de Belles Arts, a París, entre molts altres museus.[11]

## Honors i premis
Wyeth va rebre nombrosos reconeixements:
- 2007, la Medalla Nacional de les Arts (National Medal of Arts).[11][38]
- 1988, la Medalla d'Or del Congrés (Congressional Gold Medal),[38] el més elevat honor civil atorgat per la legislatura dels Estats Units.[38] the highest civilian honor bestowed by the United States legislature.[11][39]
- 1987, el D.F.A. del Bates College.[40]
- 1980, el primer artista viu dels Estats Units a ser elegit per a la Reial Acadèmia Britànica.[39]
- 1977, el primer artista americà des de John Singer Sargent a ser elegit per a l'Acadèmia Francesa de les Belles Arts.[11][39]
- 1965, la medalla d'or de pintura de l'Institut Nacional d'Arts i Lletres (National Institute of Arts and Letters).[11]
- 1963, el primer pintor a rebre la Medlla Presidencial de la Llibertat (Presidential Medal of Freedom).[11][38][39]

També va rebre nombrosos títols honoraris.

## En la cultura popular
- El dibuixant Charles M. Schulz (un admirador de molt temps) es refereix sovint a Wyeth en el seu còmic, Peanuts.[41]
- Fred Rogers, de la sèrie de televisió de la PBS, Mister Rogers' Neighborhood, té una reproducció d'una pintura de Wyeth a l'entrada del seu estudi.[42]
- Tom Duffield, el dissenyador de producció per al remake americà de The Ring (2002), es va inspirar en les pintures de Wyeth per a l'aspecte del film.[43]
- M. Night Shyamalan es va basar en pintures d'Andrew Wyeth per a la seva pel·lícula The Village (2004).[44]
- El director Philip Ridley va declarar que l'estil visual de la seva pel·lícula The Reflecting Skin (1990) està inspirada en les pintures de Wyeth.[45]
- La sèrie de pintures d'Helga va ser la inspiració per a l'àlbum de 1987, Man of Colours, de la banda australiana Icehouse.[46]
- A "Springfield Up" 2007 episodi de The Simpsons, Mr. Burns té una pintura del Món de Christina (Christina's World) al seu estudi, però ell està representat en lloc d'ella.[cal citació]
- A la seva autobiografia Man With A Camera, el director de fotografia Néstor Almendros cita Wyeth com una de les inspiracions per a l'aspecte de la seva pel·lícula Days of Heaven.[47][48]
- En la sèrie de noves gràfiques Preacher (còmics), el tema 43 és anomenat a partir de la pintura El món de Christina (Christina's World). La pintura també és referenciada al llarg de la sèrie.[49]
- Els noms dels carrers del veïnat de Thunder Hill, al poble d'Oakland Mills a la ciutat de Columbia, Maryland, deriven de les pintures de Wyeth.[50]
- El 2013 la pel·lícula Oblivion, El món de Christina (Christina’s World) s'ofereix com a fantasia de la imatge del món.[51]